# 닝갈루 해안

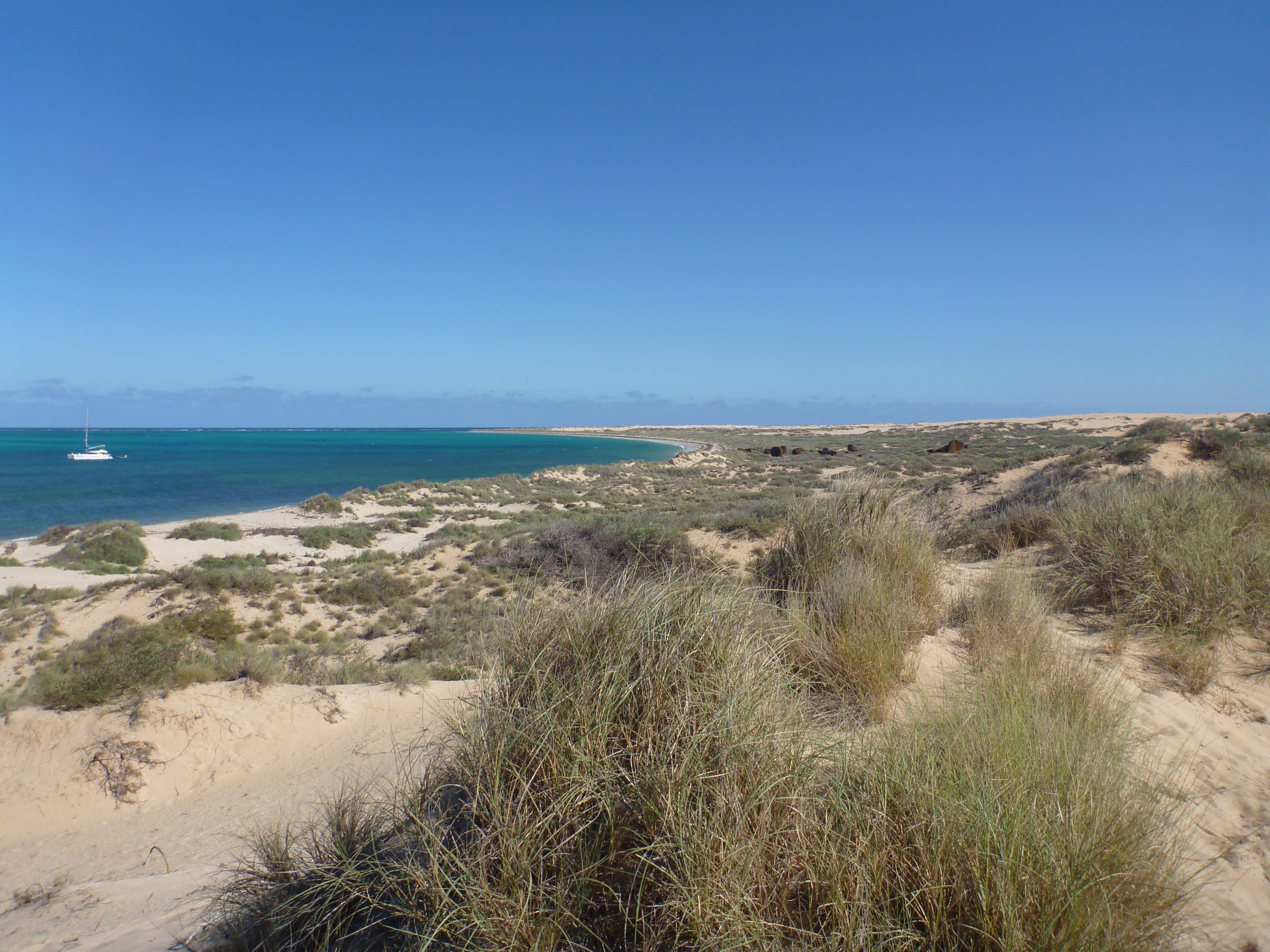
닝갈루 해안

닝갈루 해안(Ningaloo coast)는 오스트레일리아 웨스턴오스트레일리아주의 북서쪽에 있는 세계유산인 해안이다. 면적은 약 7050.15km2이다. 닝갈루 해안에 있는 닝갈루 산호초는 260km 정도이고, 오스트레일리아에서 가장 큰 거초이다.